# Mohammad Faghiri
Mohammad Faghiri (pers. محمد فقیری; ur. 14 stycznia 1985) – irański zapaśnik w stylu klasycznym. Zajął dziewiętnaste miejsce na mistrzostwach świata w 2013. Piąty na mistrzostwach Azji w 2009. Czwarty w Pucharze Świata w 2010 i szósty w 2008. Mistrz Azji juniorów z 2004 i 2005 roku.